# ستانيسلاف كازلوفسكي
ستانيسلاف كازلوفسكي (بالروسية: Козловский, Станислав Александрович)‏ (و. 1976  م) هو ويكيبيدي، وعالم نفس، وباحث، وأستاذ جامعي روسي، ولد في موسكو.

## مناصب
تولى منصب محاضر ‏، جامعة موسكو الحكومية (منذ 2000)
- المدير التنفيذي للاعمال، Wikimedia RU [الإنجليزية]‏

.

## التعليم
تعلم في كلية علم النفس في جامعة موسكو الحكومية ‏، وتعلم في جامعة موسكو الحكومية
.